# Marlena Fejzo
Marlena Fejzo   (20 de febrer de 1968) és una científica mèdica nord-americana i professora d'investigació sobre hiperèmesi gravidàrum i càncer d'ovari.
Va rebre la seva llicenciatura a la Brown University en Matemàtiques Aplicades el 1989 i un doctorat. Doctor en Genètica per la Universitat Harvard el 1995. Actualment, té cites conjuntes al departament d'Obstetrícia i Ginecologia de la Universitat del Sud de Califòrnia i al departament de Medicina de la Universitat de Califòrnia, Los Angeles, on treballa al laboratori de Dennis J. Slamon.
Ha publicat articles científics revisats per parells sobre moltes malalties de les dones, com ara el càncer d'ovari, el càncer de mama, l'esclerosi múltiple, i ha descobert els primers gens per als fibromes uterins, les nàusees i els vòmits de l'embaràs i la hiperemesi gravídica.
És assessora científica de la Hyperemesis Education and Research Foundation.

## Vida personal
Marlena Fejzo és néta dels compositors austríacs Arnold Schoenberg i Eric Zeisl, i germana de l'advocat E. Randol Schoenberg. Té tres fills.